# 更定祀典
更定祀典是指明朝第十二代皇帝明世宗朱厚熜继位后，因为了确定其生父朱祐杬的尊号，即大礼议之争，进而发展成为对于流传下来的祭祀礼制的变革的事件。明世宗以“天地合祀，不合古制”为由召集群臣议郊祀典礼。最终以改变自明朝建立以来的在天坛进行的天地合祀，重定四郊分别进行祭祀天、地、日、月。此后明、清两朝均沿用四郊分祀制度。

## 议论过程
嘉靖七年（1528年）明世宗以“祭之於壇謂之天，祭之屋下謂之帝。今大祀有殿，是屋下之祭帝耳，未見有祭天之禮也。況上帝皇地祇合祭一處，亦非專祭上帝。”為由，想分別建立兩個郊祀台，加上日月，共四個祭壇。明世宗向大學士張孚敬徵詢意見，但張孚敬向明世宗說祖制已定，不敢隨意更改。於是明世宗擲筊請示明太祖將合祀改為分祀一事，卻呈現不吉之兆。後過問翟鑾，翟鑾對於祭祀的細節、沿革竟無言以對。又過問禮部尚書李時，李時認為恢復分祀制度是需要些時日的，必須廣泛地選擇對這方面有學問的大臣，一起論議此事。旋即又再度擲筊請示明太祖，卻仍舊呈現不吉之兆。議論遂暫且被擱置一旁。
嘉靖九年（1530年）二月，夏言上疏請求分开祭祀天地。請明世宗親耕於京師南郊，皇后親蠶於京師北郊，爲天下人示範。明世宗因爲這南北郊的說法與分別建立兩個郊祀台的說法一緻，所以令張孚敬以詔書詢問。夏言再度上疏回說：“古者祀天於圜丘，祭地於方澤。是故兆於南郊，就陽之義；瘞於北郊，即陰之象。凡以順天地之性，審陰陽之位也。豈有崇樹棟宇，擬之人道者哉！至於一祖二宗之配享，諸壇之從事，不於二至而於孟春，稽之古禮，俱當有辨。因引程、朱之論，以駁合祀之不經。”明世宗看了奏疏後，非常高興。賞賜給夏言四品官服和俸祿，以表彰其功績。
同年四月，廷臣集議郊祀典禮。先是，霍韜上疏說：“分郊為紊朝政、亂祖制。”明世宗置之不理。後霍韜又上疏說：“祖宗定製不可變。《周禮》為王莽偽書，宋儒議論皆為夢語。東西郊之說起，自是而九廟亦可更矣。”明世宗大怒，將霍韜下詔獄。此次討論结果，右都御史汪鋐、編修程文德、給事中孫應奎、御史李循義等八十二人均主张分開祭祀。大學士張孚敬、董玘、聞淵等八十四人亦主分開祭祀，但已经形成的条规不宜轻易更改，且时机还不合适。尚書李瓚、編修王教、給事中魏良弼、御史傅炯、行人秦鰲、柯喬等二十六人同樣主张分開祭祀，但想以山川坛做為祭祀地祇的祭壇。尚書方獻夫、李承勳、詹事霍韜、魏校、編修徐階、郎中李默、王道等二百十六人主張合併祭祀。英國公張侖等一百九十八人則没有表明态度。明世宗對此不是很滿意，下令重新商議天地分祀之事。於是張孚敬便多方引用《五經》及諸史言郊祀者，細緻剖析合祀的缺點，公開分祀的優點，並將這本條議命名為《郊祀考議》，上呈給明世宗。又上疏對明世宗說：“太祖、太宗分配未當。”明世宗同意其郊議疏所陳述的內容，但不批覆。同時方獻夫、霍韜亦上疏說，先前主張合祀是有過錯的。明世宗不再過問此事，旋即恢復了霍韜的官職。
五月，四郊各坛开始建造，明世宗称：“分祀良是。”于是便下令建圜丘於南郊，其北為皇穹宇；建方丘於北郊，其南為皇祗室；作朝日壇於東郊；夕月壇於西郊。十月，圜丘竣工。次年夏，方丘及朝日壇、夕月壇依序竣工，分祀之制遂成規制 。

## 建筑
圜丘位于现在的北京天坛南半部；方泽坛即现在的地坛公园；朝日坛则处于现在北京朝阳门外东南日坛路东，现称日坛；夕月坛位于北京西城区阜成门外南礼士路西侧，月坛北街以南，现称月坛。四处祭祀建筑均完整保留至今，均成为全国重点文物保护单位，也成为研究古代祭祀制度的唯一的建筑实例。明、清两朝均用沿用此四处用于祭祀。